# Isleria
Isleria là một chi chim trong họ Thamnophilidae.